# Finlands Svenska Idrott
Finlands Svenska Idrott (schwedisch, wörtlich „Finnlands schwedischer Sport“), abgekürzt FSI, ist der finnlandschwedische Zentralverband zur Interessenvertretung der schwedischsprachigen Sportbewegung in Finnland. Die Vorgängerorganisation wurde 1945 in Helsingfors (finnisch Helsinki) gegründet. Heute ist FSI eine unter den aktuell (2022) 90 Mitgliedsverbänden des nationalen olympischen Komitees. Im Jahr 2009 waren 530 Mitgliedsvereine mit zusammen etwa 120.000 Mitglieder an den Verband angeschlossen. Vorsitzender ist Mikko Ollikainen.

## Hintergrund und Aktivitäten

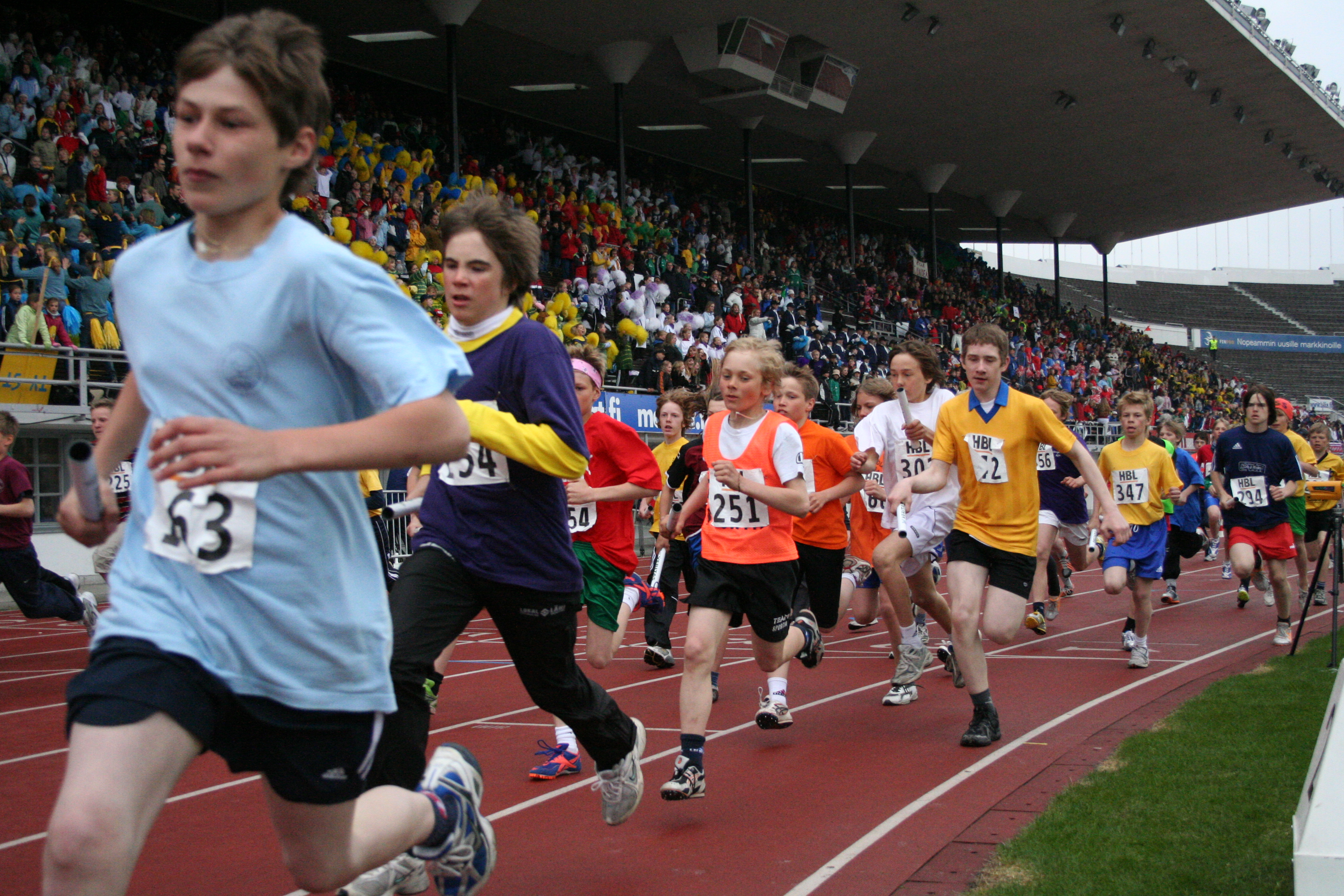
Der „Staffelkarneval“ ist eine jährlich vom finnlandschwedischen Sportverband Finlands Svenska Idrott ausgetragene Veranstaltung für Schulkinder; hier 2016 im Helsingfors olympiastadion, dem größten Stadion des Landes.

Sport wird selten rein individuell betrieben, sondern hat eine soziale Komponente, vor allem beim Schulsport, bei der Betreuung von Wettkampf- oder Breitensportlern durch Trainer, oder weil Sportler sich in losen Gruppen oder Sportvereinen organisieren. Deshalb ist verbale Kommunikation im Sport normalerweise nicht auf Mannschaftssport beschränkt.
Im verfassungsgemäß zweisprachigen Finnland fällt FSI die Rolle zu, als nationaler Sportverband die Sportbewegung in schwedischer Sprache zu fördern und zu organisieren. Besonders wichtig ist dabei, gute Voraussetzungen zu schaffen, damit Mitglieder der schwedischsprachigen Minderheit Sport in ihrer Muttersprache treiben können. Mehrere wichtige Veranstaltungen richten sich dabei spezifisch an Kinder und Jugendliche, darunter der populäre „Staffelkarneval“ (Stafettkarnevalen), bei dem finnlandschwedische Schulen aus dem ganzen Land gegeneinander antreten.
Der organisierte Sport in Finnland hat mehrere Phasen durchlaufen, die bis zur Unabhängigkeitserklärung 1917 von Außenpolitik und auch danach von Sprachenpolitik beeinflusst wurden. Die finnlandschwedische Sportbewegung erhielt 1912 einen auf sprachlicher Grundlage definierten eigenen Verband: Finlands svenska gymnastik- och idrottsförbund („Finnlandschwedischer Gymnastik- und Sportverband“). Die Organisation änderte 1916 den Namen in Svenska Finlands idrottsförbund, was mit einer Spezialisierung auf bestimmte Sportarten einherging und im Laufe des 20. Jahrhunderts Anlass zur Bildung von weiteren schwedischsprachigen Verbänden für bestimmte Sportarten wurde. Diese Verbände wurden unter dem 1945 gegründeten Dachverband Svenska Finlands centralidrottsförbund (CIF) vereinigt. Der wiederum schloss sich dem 1994 neu gegründeten nationalen Sportverband Finlands svenska idrott CIF an. Zum Jahreswechsel 2006/2007 wurde der aktuelle Name Finlands Svenska Idrott (FSI) angenommen.
FSI versorgt weiterhin seine Mitgliedsverbände mit schwedischsprachigen Informationen und Schulungen und fördert thematische Veröffentlichungen in schwedischer Sprache. Der Service richtet sich auch an die landesweiten zweisprachigen Verbände innerhalb der Dachorganisation für den gesamten Sport in Finnland Valo (Valo, Valtakunnallinen liikunta- ja urheiluorganisaatio / Valo, Finlands Idrott), in dem FSI Mitglied ist und die schwedischsprachige Sportbewegung repräsentiert. FSI ist auch Mitglied im Nationalen Olympischen Komitee und arbeitet außerdem als Repräsentant des finnlandschwedischen Sports auf der Ebene der Nordischen Länder.

### Mitgliedsverbände
- Svenska Finlands idrottsförbund (SFI, gegründet 1912) – Leichtathletik, Schwimmen, Radsport, Kraftsport
- Finlands svenska skidförbund (FSS, gegründet 1921) – Nordischer und Alpiner Skisport, Biathlon
- Finlands svenska orienteringsförbund (FSO, gegründet 1945) – Orientierungslauf und Ski-Orientierungslauf
- Finlands svenska gymnastikförbund (FSG, gegründet 1896) – Gymnastik, Turnen
- Svenska Finlands skolidrottsförbund (SFSI, gegründet 1926) – Schulsport
- Svenska Finlands skytteförbund (SFS, gegründet 1921) – Schießsport
- Konditionsfrämjandet (KF, gegründet 1965) – Breitensport und Bewegung

## Die finnlandschwedische Sportgala
Auf der jährlich veranstalteten Sportgala Finlandssvenska Idrottsgalan („Finnlandschwedische Sportgala“) ehrt FSI Sportler aus seinen Mitgliedsverbänden. Vergleichbare Galas sind Svenska Idrottsgalan („Schwedische Sportgala“) für Schweden und Suomen Urheilugaala („Finnlands Sportgala“) für das gesamte Finnland.
Die höchste Auszeichnung für Sportler des Jahres ist Finlandssvenska bragdmedaljen. Seit 1995 wurde die Auswahl durch FSI (damals noch Centralidrottsförbundet) vorgenommen. Nominiert wird nicht ausschließlich aufgrund sportlicher Erfolge auf nationaler oder internationaler Ebene, sondern ebenso für starkes Engagement zur Förderung des schwedischsprachigen Sports. Außerdem werden der Verein des Jahres (Årets förening), der Trainer des Jahres (Årets Tränare) sowie ein Jugendpreis (Ungdomspriset) vergeben.

## Liste von 50 bedeutenden Sportlern im schwedischsprachigen Finnland

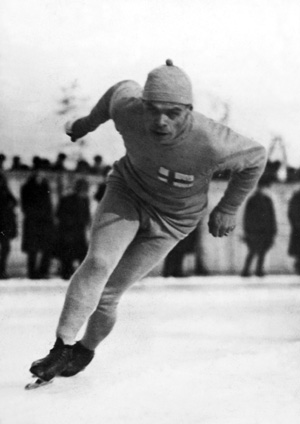
Der Eisschnellläufer Clas Thunberg gilt als der größte finnlandschwedische Sportler aller Zeiten.

Zum 75. Jahrestag der Gründung von FSI im Jahr 2020 veröffentlichte Svenska Yle, das schwedischsprachige Programm des öffentlich-rechtlichen Yleisradio eine Artikelserie mit Biographien der „50 Sportgrößen aller Zeiten im schwedischsprachigen Finnland“ (Svenskfinlands 50 största idrottshjältar genom tiderna). Inspiriert war dieses Programm von der drei Jahre vorher (im Rahmen von Finnland 100) erschienenen Serie zu den 100 besten Sportlern des gesamten Landes. Neben der Sportredaktion des Senders hat der Sporthistoriker und Buchautor Ingmar „Pelle“ Björkman an der Erstellung der Bestenliste beigetragen. Sie enthält Sportler, die seit der Finnischen Unabhängigkeitserklärung aktiv waren. Ein explizites Kriterium für die Aufnahme eines Sportlers in die Liste sollte dessen nachgewiesene schwedische sprachliche Identität sein. Die reine Mitgliedschaft in einem schwedischsprachigen Sportverein unter dem Dach von FSI reichte nicht.
1. Clas Thunberg (1893–1973) – Eisschnelllauf
2. Eugen Ekman (* 1937) – Gymnastik
3. Gunnar Bärlund (1911–1982) – Boxen
4. Marcus Grönholm (* 1968) – Motorsport
5. Verner Weckman (1882–1968) – Ringen
6. Thorvald Strömberg (1931–2010) – Kanurennen
7. Mikael Källman (* 1964) – Handball
8. Kurt Wires (1919–1992) – Kanurennen
9. Thomas Johanson (* 1969) – Segeln
10. Eva Wahlström – Boxen
11. Walter Jakobsson (1882–1957) – Eiskunstlauf
12. Katja Nyberg (* 1979) – Handball
13. Janne Holmén (* 1977) – Leichtathletik
14. Mona-Lisa Pursiainen (1951–2000) – Leichtathletik
15. Gunnar Höckert (1910–1940) – Leichtathletik
16. Mårten Boström (* 1982) – Orientierungslauf
17. Nina Holmén (* 1951) – Leichtathletik
18. Julius Skutnabb (1889–1965) – Eisschnelllauf
19. Kyra Kyrklund (* 1951) – Reitsport
20. Adolf Lindfors (1879–1959) – Ringen
21. Kevin Lankinen (* 1995) – Eishockey
22. Petri Kokko (* 1966) – Eiskunstlauf
23. Mikaela Ingberg (* 1974) – Leichtathletik
24. Mikael Forssell (* 1981) – Fußball
25. Tim Sparv (* 1987) – Fußball
26. Pia Sundstedt (* 1975) – Radsport
27. Christian Ruuttu (* 1964) – Eishockey
28. Fredrik Smulter – Gewichtheben
29. Leo Komarov (* 1987) – Eishockey
30. Linda Sällström (* 1988) – Fußball
31. Niklas Bäckström (* 1978) – Eishockey
32. Mikaela Wulff (* 1990) – Segeln
33. Harry Hannus (* 1949) – Radsport
34. Jonatan Johansson (* 1975) – Fußball
35. Robert Helenius (* 1984) – Boxen
36. Curt Lincoln – Motorsport
37. Birger Wasenius (1911–1940) – Eisschnelllauf
38. Kjell Carlström (* 1976) – Radsport
39. Jan Rönnberg – Handball
40. Jessica Julin (* 1978) – Fußball
41. Elias Katz (1901–1947) – Leichtathletik
42. Ronja Savolainen – Eishockey
43. Reijo Ståhlberg (* 1952) – Leichtathletik
44. Bertel Storskrubb (1917–1996) – Leichtathletik
45. Kenneth Sandvik – Gewichtheben
46. Heikki Liimatainen (1894–1980) – Leichtathletik
47. Krister Holmberg – Sportschießen
48. Peter Tallberg (1937–2015) – Segeln
49. Marcus Sandell (* 1987) – Skisport
50. Catarina Svenlin (* 1955) – Volleyball